# Hockey sur glace aux Jeux asiatiques d'hiver de 2017
Navigation
Astana-Almaty 2011 Harbin 2025
Les tournois de hockey sur glace aux Jeux asiatiques d'hiver de Sapporo ont lieu du 18 au 26 février 2017. Ils débutent un jour avant la cérémonie d'ouverture prévue le 19 février.
Les Jeux asiatiques d'hiver sont organisés par le Conseil olympique d'Asie. Les équipes sont majoritairement, mais pas nécessairement, des sélections de fédérations nationales membres de la Fédération internationale de hockey sur glace.
À l'occasion de ces Jeux, les équipes masculines d'Indonésie, des Philippines et du Turkménistan font leurs débuts au niveau international.
En raison de la suspension du comité national olympique koweïtien par le comité international olympique, l'équipe du Koweït joue sous le drapeau olympique en tant qu'athlètes olympiques indépendants.

## Podiums
| Épreuves         | Or | Argent | Bronze |
| ---------------- | --- | --- | --- |
| Tournoi féminin  | Japon - Nana Fujimoto - Mai Kondo - Akane Konishi - Shiori Koike - Ayaka Toko - Sena Suzuki - Mika Hori - Akane Hosoyamada - Aina Takeuchi - Haruna Yoneyama - Yurie Kawamura - Chiho Osawa - Moeko Fujimoto - Haruka Toko - Rui Ukita - Naho Terashima - Hanae Kubo - Tomomi Iwahara - Ami Nakamura - Yoshino Enomoto - Shoko Ono                                                                                               | Chine - Siye He - Yue Jiang - Yuqing Wang - Baiwei Yu - Zhixin Liu - Di Deng - Jingwen Ju - Qinan Zhao - Rui Zhu - Naiyuan Tian - Mengying Zhang - Chi Zhang - Shuang Lu - Chang Wang - Yingying Guan - Minghui Kong - Bowen Jiang - Yue Lyu - Lu Wen - Xin He - Xin Fang                                                                                               | Kazakhstan - Darya Dmitriyeva - Aizhan Raushanova - Arina Shyokolova - Alexandra Feklistova - Azhar Khamimuldinova - Olga Konysheva - Galia Nurgalieva - Viktoria Sazonova - Malika Aldabergenova - Pernesh Ashimova - Karina Felzink - Alyona Fux - Bulbul Kartanbayeva - Tatyana Koroleva - Tatyana Likhaus - Aida Olzhabayeva - Anastasia Orlova - Meruyert Ryspek - Arai Shegebayeva - Zarina Tukhtieva - Madina Tursynova |
| Tournoi masculin | Kazakhstan - Vitali Kolesnik - Sergei Kudryavtsev - Georgi Dulnev - Madiar Ibraïbekov - Anton Kazantsev - Alexander Kurshuk - Artemi Lakiza - Ivan Stepanenko - Stanislav Zinchenko - Alexei Antsiferov - Alikhan Asetov - Nursultan Belgibayev - Dmitri Grents - Ilya Kovzalov - Nikita Mikhailis - Ilgiz Nuriyev - Anton Petrov - Anton Sagadeyev - Konstantin Savenkov - Kirill Savitsky - Maxim Volkov - Yaroslav Yevdokimov | Corée du Sud - Matt Dalton - Park Kye-hoon - Park Sung-je - Kim Won-jun - Kim Yoon-hwan - Lee Don-ku - Oh Hyon-ho - Eric Regan - SeoYeong-jun - Bryan Young - Cho Min-ho - Jeon Jung-woo - Kim Ki-sung - Kim Sang-wook - Kim Won-jung - LeeChong-hyun - Park Jin-kyu - Park Woo-sang - Shin Hyung-yun - Shin Sang-hoon - Shin Sang-woo - Michael Swift - Mike Testwuide | Japon - Yutaka Fukufuji - Yuto Ito - Takuto Onoda - Yosuke Haga - Ryo Hashiba - Ryo Hashimoto - Keigo Minoshima - Kazumasa Sasaki - Hiroto Sato - Takafumi Yamashita - Makuru Furuhashi - Yushiroh Hirano - Takuma Kawai - Shuhei Kuji - Masahito Nishiwaki - Daisuke Obara - Kenta Takagi - Seiji Takahashi - Gō Tanaka - Yuri Terao - Hiromichi Terao - Hiroki Ueno - Takuro Yamashita                                       |

## Calendrier
|  | Jour de compétition |  | Jour de finale | 2 | Nombre de finales |

| Calendrier des épreuves de hockey sur glace des Jeux asiatiques d'hiver de 2017 | Calendrier des épreuves de hockey sur glace des Jeux asiatiques d'hiver de 2017 | Calendrier des épreuves de hockey sur glace des Jeux asiatiques d'hiver de 2017 | Calendrier des épreuves de hockey sur glace des Jeux asiatiques d'hiver de 2017 | Calendrier des épreuves de hockey sur glace des Jeux asiatiques d'hiver de 2017 | Calendrier des épreuves de hockey sur glace des Jeux asiatiques d'hiver de 2017 | Calendrier des épreuves de hockey sur glace des Jeux asiatiques d'hiver de 2017 | Calendrier des épreuves de hockey sur glace des Jeux asiatiques d'hiver de 2017 | Calendrier des épreuves de hockey sur glace des Jeux asiatiques d'hiver de 2017 | Calendrier des épreuves de hockey sur glace des Jeux asiatiques d'hiver de 2017 | Calendrier des épreuves de hockey sur glace des Jeux asiatiques d'hiver de 2017 |
| Février 2017                                                                    | Février 2017                                                                    | 18                                                                              | 19                                                                              | 20                                                                              | 21                                                                              | 22                                                                              | 23                                                                              | 24                                                                              | 25                                                                              | 26                                                                              |
| ------------------------------------------------------------------------------- | ------------------------------------------------------------------------------- | ------------------------------------------------------------------------------- | ------------------------------------------------------------------------------- | ------------------------------------------------------------------------------- | ------------------------------------------------------------------------------- | ------------------------------------------------------------------------------- | ------------------------------------------------------------------------------- | ------------------------------------------------------------------------------- | ------------------------------------------------------------------------------- | ------------------------------------------------------------------------------- |
| Division élite masculine                                                        | Division élite masculine                                                        |                                                                                 |                                                                                 |                                                                                 |                                                                                 |                                                                                 |                                                                                 |                                                                                 |                                                                                 | 1                                                                               |
| Tournoi féminin                                                                 | Tournoi féminin                                                                 |                                                                                 |                                                                                 |                                                                                 |                                                                                 |                                                                                 |                                                                                 |                                                                                 | 1                                                                               |                                                                                 |
| Division I masculine                                                            |                                                                                 |                                                                                 |                                                                                 |                                                                                 |                                                                                 |                                                                                 |                                                                                 |                                                                                 |                                                                                 |                                                                                 |
| Division II masculine                                                           |                                                                                 |                                                                                 |                                                                                 |                                                                                 |                                                                                 |                                                                                 |                                                                                 |                                                                                 |                                                                                 |                                                                                 |

## Tournois masculin

### Format
Comme lors des Jeux asiatiques précédents, les équipes masculines sont réparties dans plusieurs divisions en raison de l'écart de niveau entre elles, celles-ci étant déterminés selon le classement IIHF 2016 et les résultats du Challenge d'Asie 2016. Seule la Division élite attribue des médailles comptant pour la table des médailles des Jeux. Au total, 18 équipes prennent part aux Jeux : 4 dans l'élite, 6 en Division I et 8 en Division II. Dans la Division élite et la Division I, les équipes sont rassemblées au sein d'une poule unique jouée sous la forme d'un championnat à match simple. Le classement final détermine le podium. En Division II, elles sont partagées en deux groupes de cinq, chacun joué sous la forme d'un championnat à match simple. À l'issue de cette première phase, les premiers de chaque groupe se qualifient pour la finale tandis que les deuxièmes s'affrontent pour la troisième place. La Division élite se joue au Tsukisamu Gymnasium, la Division I au Mikaho Gymnasium et la Division II au Emori Memorial Hoshioki Skating Rink. Engagé en Division II dans un premier temps, le Bahreïn déclare forfait après la non-approbation des dépenses pour voyage par le comité olympique local. Également aligné en Division II, l'Iran est disqualifié par les organisateurs en raison de l'illégibilité de 13 de ses joueurs. L'équipe dispute ses rencontres hors-compétition.
La répartition des points est la suivante :
- 3 points pour une victoire dans le temps réglementaire
- 2 points pour une victoire en prolongation ou aux tirs de fusillade
- 1 point pour une défaite en prolongation ou aux tirs de fusillade
- 0 point pour une défaite dans le temps réglementaire

Les équipes participantes sont (classement IIHF 2016 ou résultats au Challenge d'Asie 2016 entre parenthèses),,, :
| - Division élite - Kazakhstan (16e au classement IIHF) - Japon (21e au classement IIHF) - Corée du Sud (23e au classement IIHF) - Chine (37e au classement IIHF) | - Division I - Hong Kong (44e au classement IIHF) - Émirats arabes unis (46e au classement IIHF) - Mongolie (50e au classement IIHF) - Taipei chinois (1er du Challenge d'Asie 2016) - Thaïlande (4e du Challenge d'Asie 2016) - Singapour (5e du Challenge d'Asie 2016) |

- Division II

| Groupe A - Kirghizistan (1er de la Division I du Challenge d'Asie 2016) - Qatar (4e de la Division I du Challenge d'Asie 2016) - Athlètes indépendants olympiques (Koweït) (non classé) - Philippines (non classé) - Bahreïn (non classé, non-membre de l'IIHF) | Groupe B - Malaisie (2e de la Division I du Challenge d'Asie 2016) - Macao (3e de la Division I du Challenge d'Asie 2016) - Turkménistan (non classé) - Indonésie (non classé) - Iran (non classé, non-membre de l'IIHF) |

### Division élite

#### Résultats
| 22 février 2017 | Corée du Sud | 0-4 (0-0, 0-2, 0-2) | Kazakhstan | Tsukisamu Gymnasium 513 spectateurs |

| Feuille de match | Feuille de match | Feuille de match | Feuille de match | Feuille de match                                                                                 |
| ---------------- | ---------------- | ---------------- | ---------------- | ------------------------------------------------------------------------------------------------ |
|                  |                  |                  |                  | Arbitrage : Mikael Sjoqvist (Suède) Juges de ligne : Shinobu Kawai (Japon) Attila Nagy (Hongrie) |
|                  |                  |                  |                  |                                                                                                  |
| 14 min           | Pénalités        | 8 min            |                  |                                                                                                  |
| 29               | Tirs             | 27               |                  |                                                                                                  |

| 22 février 2017 | Japon | 14-0 (5-0, 4-0, 5-0) | Chine | Tsukisamu Gymnasium 1 197 spectateurs |

| Feuille de match | Feuille de match | Feuille de match | Feuille de match | Feuille de match                                                                                           |
| ---------------- | ---------------- | ---------------- | ---------------- | --- |
|                  |                  |                  |                  | Arbitrage : Brett Iverson (Canada) Juges de ligne : Ivan Dedioulia (Biélorussie) Brian Oliver (États-Unis) |
|                  |                  |                  |                  | |
| 8 min            | Pénalités        | 14 min           |                  | |
| 59               | Tirs             | 9                |                  | |

| 24 février 2017 | Kazakhstan | 8-0 (3-0, 3-0, 2-0) | Chine | Tsukisamu Gymnasium 483 spectateurs |

| Feuille de match | Feuille de match | Feuille de match | Feuille de match | Feuille de match                                                                                       |
| ---------------- | ---------------- | ---------------- | ---------------- | --- |
|                  |                  |                  |                  | Arbitrage : Brett Iverson (Canada) Juges de ligne : Ivan Dedoulia (Biélorussie) Yutaka Onozaki (Japon) |
|                  |                  |                  |                  | |
| 6 min            | Pénalités        | 24 min           |                  | |
| 76               | Tirs             | 19               |                  | |

| 24 février 2017 | Japon | 1-4 (0-1, 0-1, 1-2) | Corée du Sud | Tsukisamu Gymnasium 2 118 spectateurs |

| Feuille de match | Feuille de match | Feuille de match | Feuille de match | Feuille de match                                                                                            |
| ---------------- | ---------------- | ---------------- | ---------------- | --- |
|                  |                  |                  |                  | Arbitrage : Robin Sir (République tchèque) Juges de ligne : Attila Nagy (Hongrie) Brian Oliver (États-Unis) |
|                  |                  |                  |                  | |
| 8 min            | Pénalités        | 6 min            |                  | |
| 28               | Tirs             | 32               |                  | |

| 26 février 2017 | Chine | 0-10 (0-2, 0-4, 0-4) | Corée du Sud | Tsukisamu Gymnasium 344 spectateurs |

| Feuille de match | Feuille de match | Feuille de match | Feuille de match | Feuille de match                                                                                        |
| ---------------- | ---------------- | ---------------- | ---------------- | --- |
|                  |                  |                  |                  | Arbitrage : Robin Sir (République tchèque) Juges de ligne : Attila Nagy (Hongrie) Shinobu Kawai (Japon) |
|                  |                  |                  |                  | |
| 12 min           | Pénalités        | 0 min            |                  | |
| 14               | Tirs             | 66               |                  | |

| 26 février 2017 | Kazakhstan | 7-0 (4-0, 2-0, 1-0) | Japon | Tsukisamu Gymnasium 1 631 spectateurs |

| Feuille de match | Feuille de match | Feuille de match | Feuille de match | Feuille de match                                                                                          |
| ---------------- | ---------------- | ---------------- | ---------------- | --- |
|                  |                  |                  |                  | Arbitrage : Brett Iverson (Canada) Juges de ligne : Ivan Dedoulia (Biélorussie) Braun Oliver (États-Unis) |
|                  |                  |                  |                  | |
| 6 min            | Pénalités        | 20 min           |                  | |
| 41               | Tirs             | 12               |                  | |

#### Classement
| Clt   | Équipe       | PJ | V | VP | D | DP | BP | BC | Diff | Pts |
| ----- | ------------ | -- | - | -- | - | -- | -- | -- | ---- | --- |
| +001, | Kazakhstan   | 3  | 3 | 0  | 0 | 0  | 19 | 0  | +19  | 9   |
| +002, | Corée du Sud | 3  | 2 | 0  | 1 | 0  | 14 | 5  | +9   | 6   |
| +003, | Japon        | 3  | 1 | 0  | 2 | 0  | 15 | 11 | +4   | 3   |
| +004, | Chine        | 3  | 0 | 0  | 3 | 0  | 0  | 32 | -32  | 0   |

### DivisionI

#### Résultats
| 18 février 2017 | Singapour | 1-12 (0-2, 1-5, 0-5) | Hong Kong | Mikaho Gymnasium 260 spectateurs |

| Feuille de match                | Feuille de match                 | Feuille de match                                       | Feuille de match | Feuille de match                                                                                                |
| ------------------------------- | -------------------------------- | ------------------------------------------------------ | --- | --- |
|                                 | - K.Y. Lam (Lau) — 38 min 37 s - | 0-1 0-2 0-3 0-4 0-5 0-6 1-6 1-7 1-8 1-9 1-10 1-11 1-12 | Cheng (Tang) — 3 min 3 s Kan (Fung, Leung) — 14 min 43 s K.H. Wong — 25 min 27 s (SN) Lui (Cheng, Leung) — 27 min 40 s Fung (Sham, Kan) — 31 min 51 s Yuen — 37 min 51 s - Lo (Lau, Yeung) — 39 min 36 s Cheng (Tang) — 44 min 52 s Y.H. Wong (Kan) — 46 min 37 s Yuen (Cheng, Lui) — 50 min 34 s (SN) Cheng (Lui) — 56 min 18 s Cheng — 59 min 43 s | Arbitrage : Benjamin Hoppe (Allemagne) Juges de ligne : Maximilian Gatol (Autriche) Jun-Soo Park (Corée du Sud) |
| Khai Shene Chin Chin Ming Liang | Gardiens                         | Chin King Ho Emerson Kwokway Keung                     | | Arbitrage : Benjamin Hoppe (Allemagne) Juges de ligne : Maximilian Gatol (Autriche) Jun-Soo Park (Corée du Sud) |
| 12 min                          | Pénalités                        | 4 min                                                  | | Arbitrage : Benjamin Hoppe (Allemagne) Juges de ligne : Maximilian Gatol (Autriche) Jun-Soo Park (Corée du Sud) |
| 16                              | Tirs                             | 45                                                     | | Arbitrage : Benjamin Hoppe (Allemagne) Juges de ligne : Maximilian Gatol (Autriche) Jun-Soo Park (Corée du Sud) |

| 18 février 2017 | Taïwan | 10-3 (4-1, 1-1, 5-1) | Émirats arabes unis | Mikaho Gymnasium 290 spectateurs |

| Feuille de match | Feuille de match | Feuille de match                                     | Feuille de match | Feuille de match                                                                     |
| ---------------- | --- | ---------------------------------------------------- | --- | ------------------------------------------------------------------------------------ |
|                  | C.L. Yang (K.H. Chang) — 8 min 12 s T.C. Lin (Chiu, H.H. Chang) — 9 min 57 s C.H. Yang (W.T. Chang) — 15 min 11 s W.T. Chang (C.L. Yang, K.H. Chang) — 18 min 9 s (SN) - K.H. Chang (C.L. Yang, C.H. Yang) — 31 min 56 s Chao (Y.C. Shen, H.J. Lin) — 41 min 59 s - C.H. Yang (Chiu) — 48 min 53 s Chao (Y.C. Shen, H.J. Lin) — 50 min 54 s C.L. Yang (K.H. Chang, C.H. Yang) — 54 min 1 s C.H. Yang (Chen) — 59 min 59 s | 1-0 2-0 3-0 4-0 4-1 4-2 5-2 6-2 6-3 7-3 8-3 9-3 10-3 | - M. Al Dhaheri (Al Nuaimi) — 18 min 59 s (2 SN) Al Nuaimi — 29 min 11 s - M. Al Shamsi (Al Mahrooqi) — 46 min 22 s (SN) - | Arbitrage : Kimmo Hokkanen (Japon) Juges de ligne : Juris Barcelo Manabu Era (Japon) |
| Pang-Keng Ting   | Gardiens | Khaled Al-Suwaidi Ahmed Al-Dhaheri                   | | Arbitrage : Kimmo Hokkanen (Japon) Juges de ligne : Juris Barcelo Manabu Era (Japon) |
| 12 min           | Pénalités | 22 min                                               | | Arbitrage : Kimmo Hokkanen (Japon) Juges de ligne : Juris Barcelo Manabu Era (Japon) |
| 44               | Tirs | 20                                                   | | Arbitrage : Kimmo Hokkanen (Japon) Juges de ligne : Juris Barcelo Manabu Era (Japon) |

| 18 février 2017 | Thaïlande | 5-4 (1-1, 3-1, 1-2) | Mongolie | Mikaho Gymnasium 200 spectateurs |

| Feuille de match            | Feuille de match | Feuille de match                            | Feuille de match | Feuille de match                                                                                   |
| --------------------------- | --- | ------------------------------------------- | --- | -------------------------------------------------------------------------------------------------- |
|                             | Aarola (Kindborn) — 5 min 9 s - Kindborn (Kovitaya, Rattanachot) — 25 min 1 s (SN) Kitayama (Tengsakul, Andersson) — 28 min 28 s (SN) Aarola (Chartsuwan, Supadilokluk) — 32 min 11 s - Rattanachot (Kindborn, Aarola) — 52 min 51 s (SN) | 1-0 1-1 2-1 3-1 4-1 4-2 4-3 4-4 5-4         | - Zorigt (Ganbold) — 12 min 17 s (SN) - Dorjsuren (Munkhbayar) — 32 min 19 s Ider (Zorigt, Ganbold) — 44 min 23 s (SN) Bold (Tsogtoo, Ganbold) — 51 min 24 s - | Arbitrage : Sung-Kuk Chang (Corée du Sud) Juges de ligne : Naoki Sawayama Dominik Altmann (Suisse) |
| Pattarapol Ungkulpattanasuk | Gardiens | Munkhbold Bayarsaikhan Baatarhuu Bazarvaani | | Arbitrage : Sung-Kuk Chang (Corée du Sud) Juges de ligne : Naoki Sawayama Dominik Altmann (Suisse) |
| 14 min                      | Pénalités | 18 min                                      | | Arbitrage : Sung-Kuk Chang (Corée du Sud) Juges de ligne : Naoki Sawayama Dominik Altmann (Suisse) |
| 43                          | Tirs | 27                                          | | Arbitrage : Sung-Kuk Chang (Corée du Sud) Juges de ligne : Naoki Sawayama Dominik Altmann (Suisse) |

| 20 février 2017 | Émirats arabes unis | 4-6 (0-1, 1-2, 3-3) | Thaïlande | Mikaho Gymnasium 450 spectateurs |

| Feuille de match | Feuille de match | Feuille de match | Feuille de match | Feuille de match                                                                                       |
| ---------------- | ---------------- | ---------------- | ---------------- | --- |
|                  |                  |                  |                  | Arbitrage : Benjamin Hoppe (Allemagne) Juges de ligne : Karolis Janusaukas Maximilian Gatol (Autriche) |
|                  |                  |                  |                  | |
| 24 min           | Pénalités        | 6 min            |                  | |
| 19               | Tirs             | 52               |                  | |

| 20 février 2017 | Mongolie | 8-0 (2-0, 4-0, 2-0) | Singapour | Mikaho Gymnasium 240 spectateurs |

| Feuille de match | Feuille de match | Feuille de match | Feuille de match | Feuille de match                                                                                   |
| ---------------- | ---------------- | ---------------- | ---------------- | -------------------------------------------------------------------------------------------------- |
|                  |                  |                  |                  | Arbitrage : Kimmo Olav Hokkanen (Japon) Juges de ligne : Juris Barcelo Jun-Soo Park (Corée du Sud) |
|                  |                  |                  |                  | |
| 14 min           | Pénalités        | 66 min           |                  | |
| 41               | Tirs             | 10               |                  | |

| 20 février 2017 | Hong Kong | 4-5 (TB) (3-0, 0-3, 1-1, 0-0, 0-1) | Taïwan | Mikaho Gymnasium 180 spectateurs |

| Feuille de match | Feuille de match | Feuille de match | Feuille de match | Feuille de match                                                                                 |
| ---------------- | ---------------- | ---------------- | ---------------- | ------------------------------------------------------------------------------------------------ |
|                  |                  |                  |                  | Arbitrage : Peter Stano (Slovaquie) Juges de ligne : Dominik Altmann (Suisse) Manabu Era (Japon) |
|                  |                  |                  |                  |                                                                                                  |
| 28 min           | Pénalités        | 14 min           |                  |                                                                                                  |
| 19               | Tirs             | 39               |                  |                                                                                                  |

| 21 février 2017 | Singapour | 1-11 (1-3, 0-5, 0-3) | Taïwan | Mikaho Gymnasium 200 spectateurs |

| Feuille de match | Feuille de match | Feuille de match | Feuille de match | Feuille de match                                                                             |
| ---------------- | ---------------- | ---------------- | ---------------- | -------------------------------------------------------------------------------------------- |
|                  |                  |                  |                  | Arbitrage : Sung-Kuk Chang (Corée du Sud) Juges de ligne : Manabu Era (Japon) Naoki Sawayama |
|                  |                  |                  |                  |                                                                                              |
| 6 min            | Pénalités        | 14 min           |                  |                                                                                              |
| 16               | Tirs             | 43               |                  |                                                                                              |

| 21 février 2017 | Hong Kong | 2-8 (1-3, 1-2, 0-3) | Thaïlande | Mikaho Gymnasium 270 spectateurs |

| Feuille de match | Feuille de match | Feuille de match | Feuille de match | Feuille de match                                                                                         |
| ---------------- | ---------------- | ---------------- | ---------------- | --- |
|                  |                  |                  |                  | Arbitrage : Kimmo Olav Hokkanen (Japon) Juges de ligne : Maximilian Gatol (Autriche) Karolis Janusauskas |
|                  |                  |                  |                  | |
| 22 min           | Pénalités        | 14 min           |                  | |
| 31               | Tirs             | 43               |                  | |

| 21 février 2017 | Émirats arabes unis | 6-3 (3-0, 1-1, 2-2) | Mongolie | Mikaho Gymnasium 200 spectateurs |

| Feuille de match | Feuille de match | Feuille de match | Feuille de match | Feuille de match                                                                            |
| ---------------- | ---------------- | ---------------- | ---------------- | ------------------------------------------------------------------------------------------- |
|                  |                  |                  |                  | Arbitrage : Peter Stano (Slovaquie) Juges de ligne : Dominik Altmann (Suisse) Juris Barcelo |
|                  |                  |                  |                  |                                                                                             |
| 16 min           | Pénalités        | 14 min           |                  |                                                                                             |
| 24               | Tirs             | 52               |                  |                                                                                             |

| 23 février 2017 | Taïwan | 2-3 (pr) (1-0, 0-0, 1-2, 0-1) | Thaïlande | Mikaho Gymnasium 500 spectateurs |

| Feuille de match | Feuille de match | Feuille de match | Feuille de match | Feuille de match                                                                                      |
| ---------------- | ---------------- | ---------------- | ---------------- | --- |
|                  |                  |                  |                  | Arbitrage : Peter Stano ~(Slovaquie) Juges de ligne : Karolis Janusauskas Jun-Soo Park (Corée du Sud) |
|                  |                  |                  |                  | |
| 6 min            | Pénalités        | 6 min            |                  | |
| 40               | Tirs             | 50               |                  | |

| 23 février 2017 | Mongolie | 8-6 (6-2, 1-2, 1-2) | Hong Kong | Mikaho Gymnasium 280 spectateurs |

| Feuille de match | Feuille de match | Feuille de match | Feuille de match | Feuille de match                                                                                   |
| ---------------- | ---------------- | ---------------- | ---------------- | -------------------------------------------------------------------------------------------------- |
|                  |                  |                  |                  | Arbitrage : Benjamin Hoppe (Allemagne) Juges de ligne : Maximilian Gatol (Autriche) Naoki Sawayama |
|                  |                  |                  |                  | |
| 8 min            | Pénalités        | 36 min           |                  | |
| 38               | Tirs             | 30               |                  | |

| 23 février 2017 | Émirats arabes unis | 11-2 (3-0, 3-1, 5-1) | Singapour | Mikaho Gymnasium 160 spectateurs |

| Feuille de match | Feuille de match | Feuille de match | Feuille de match | Feuille de match                                                                        |
| ---------------- | ---------------- | ---------------- | ---------------- | --------------------------------------------------------------------------------------- |
|                  |                  |                  |                  | Arbitrage : Krzysztof Kozlowski Juges de ligne : Dominik Altmann (Suisse) Juris Barcelo |
|                  |                  |                  |                  |                                                                                         |
| 4 min            | Pénalités        | 22 min           |                  |                                                                                         |
| 44               | Tirs             | 5                |                  |                                                                                         |

| 25 février 2017 | Mongolie | 2-6 (0-1, 1-2, 1-3) | Taïwan | Mikaho Gymnasium 500 spectateurs |

| Feuille de match | Feuille de match | Feuille de match | Feuille de match | Feuille de match                                                                                          |
| ---------------- | ---------------- | ---------------- | ---------------- | --- |
|                  |                  |                  |                  | Arbitrage : Peter Stano (Slovaquie) Juges de ligne : Dominik Altmann (Suisse) Jun-Soo Park (Corée du Sud) |
|                  |                  |                  |                  | |
| 14 min           | Pénalités        | 14 min           |                  | |
| 23               | Tirs             | 28               |                  | |

| 25 février 2017 | Thaïlande | 14-0 (5-0, 5-0, 4-0) | Singapour | Mikaho Gymnasium 250 spectateurs |

| Feuille de match | Feuille de match | Feuille de match | Feuille de match | Feuille de match                                                                          |
| ---------------- | ---------------- | ---------------- | ---------------- | ----------------------------------------------------------------------------------------- |
|                  |                  |                  |                  | Arbitrage : Benjamin Hoppe (Allemagne) Juges de ligne : MAnabu Era (Japon) Naoki Sawayama |
|                  |                  |                  |                  |                                                                                           |
| 4 min            | Pénalités        | 2 min            |                  |                                                                                           |
| 50               | Tirs             | 13               |                  |                                                                                           |

| 25 février 2017 | Hong Kong | 3-5 (1-0, 1-2, 1-3) | Émirats arabes unis | Mikaho Gymnasium 180 spectateurs |

| Feuille de match | Feuille de match | Feuille de match | Feuille de match | Feuille de match                                                                             |
| ---------------- | ---------------- | ---------------- | ---------------- | -------------------------------------------------------------------------------------------- |
|                  |                  |                  |                  | Arbitrage : Sung-Kuk Chang (Corée du Sud) Juges de ligne : Juris Barcelo Karolis Janusauskas |
|                  |                  |                  |                  |                                                                                              |
| 10 min           | Pénalités        | 8 min            |                  |                                                                                              |
| 3                | Tirs             | 25               |                  |                                                                                              |

#### Classement
| Clt   | Équipe              | PJ | V | VP | D | DP | BP | BC | Diff | Pts |
| ----- | ------------------- | -- | - | -- | - | -- | -- | -- | ---- | --- |
| +001, | Thaïlande           | 5  | 4 | 1  | 0 | 0  | 36 | 12 | +24  | 14  |
| +002, | Taipei chinois      | 5  | 3 | 1  | 0 | 1  | 34 | 13 | +21  | 12  |
| +003, | Émirats arabes unis | 5  | 3 | 0  | 2 | 0  | 29 | 24 | +5   | 9   |
| +004, | Mongolie            | 5  | 2 | 0  | 3 | 0  | 25 | 23 | +2   | 6   |
| +005, | Hong Kong           | 5  | 1 | 0  | 3 | 1  | 27 | 27 | 0    | 4   |
| +006, | Singapour           | 5  | 0 | 0  | 5 | 0  | 4  | 56 | -52  | 0   |

### DivisionII

#### Tour préliminaire

##### Groupe A
| 18 février 2017 | Athlètes indépendants olympiques | 0-5 (0-1, 0-3, 0-1) | Kirghizistan | Hoshioki Ice Skating Rink 104 spectateurs |

| Feuille de match | Feuille de match | Feuille de match | Feuille de match | Feuille de match                                                                                         |
| ---------------- | ---------------- | ---------------- | ---------------- | --- |
|                  |                  |                  |                  | Arbitrage : Joo-Hyun Lee (Corée du Sud) Juges de ligne : Kenichi Shiiya (Japon) Jussi Thomann (Finlande) |
|                  |                  |                  |                  | |
| 60 min           | Pénalités        | 71 min           |                  | |
| 19               | Tirs             | 48               |                  | |

| 21 février 2017 | Qatar | 2-6 (0-1, 0-2, 2-3) | Athlètes indépendants olympiques | Hoshioki Ice Skating Rink 62 spectateurs |

| Feuille de match | Feuille de match | Feuille de match | Feuille de match | Feuille de match                                                                                   |
| ---------------- | ---------------- | ---------------- | ---------------- | -------------------------------------------------------------------------------------------------- |
|                  |                  |                  |                  | Arbitrage : Yong-Chun Lim (Malaisie) Juges de ligne : Eng Kuan Edmond Ng (Malaisie) Rafal Noworyta |
|                  |                  |                  |                  | |
| 4 min            | Pénalités        | 16 min           |                  | |
| 16               | Tirs             | 33               |                  | |

| 21 février 2017 | Kirghizistan | 10-5 (6-1, 1-3, 3-1) | Philippines | Hoshioki Ice Skating Rink 86 spectateurs |

| Feuille de match | Feuille de match | Feuille de match | Feuille de match | Feuille de match                                                                                    |
| ---------------- | ---------------- | ---------------- | ---------------- | --------------------------------------------------------------------------------------------------- |
|                  |                  |                  |                  | Arbitrage : Krzysztof Kolowski Juges de ligne : Jun-Soo PArk (Corée du Sud) Daniel Haugen (Norvège) |
|                  |                  |                  |                  | |
| 20 min           | Pénalités        | 28 min           |                  | |
| 39               | Tirs             | 27               |                  | |

| 23 février 2017 | Qatar | 2-14 (1-4, 0-5, 1-5) | Philippines | Hoshioki Ice Skating Rink 103 spectateurs |

| Feuille de match | Feuille de match | Feuille de match | Feuille de match | Feuille de match                                                                |
| ---------------- | ---------------- | ---------------- | ---------------- | ------------------------------------------------------------------------------- |
|                  |                  |                  |                  | Arbitrage : Hideki Yamauchi (Japon) Juges de ligne : Yonn-Gin ChaeGoro Terakado |
|                  |                  |                  |                  |                                                                                 |
| 39 min           | Pénalités        | 10 min           |                  |                                                                                 |
| 32               | Tirs             | 50               |                  |                                                                                 |

| 24 février 2017 | Kirghizistan | 7-2 (2-0, 4-0, 1-2) | Qatar | Hoshioki Ice Skating Rink 68 spectateurs |

| Feuille de match | Feuille de match | Feuille de match | Feuille de match | Feuille de match                                                                                    |
| ---------------- | ---------------- | ---------------- | ---------------- | --------------------------------------------------------------------------------------------------- |
|                  |                  |                  |                  | Arbitrage : Krzysztof Kozlowski Juges de ligne :Eng kuan Edmond Ng (Malaisie) Goro Terakado (Japon) |
|                  |                  |                  |                  | |
| 26 min           | Pénalités        | 14 min           |                  | |
| 55               | Tirs             | 24               |                  | |

| 24 février 2017 | Philippines | 8-3 (2-2, 4-0, 2-1) | Athlètes indépendants olympiques | Hoshioki Ice Skating Rink 127 spectateurs |

| Feuille de match | Feuille de match | Feuille de match | Feuille de match | Feuille de match |
| ---------------- | ---------------- | ---------------- | ---------------- | --- |
|                  |                  |                  |                  | Arbitrage : Kimmo Olvav Hokkanen (Japon) Juges de ligne :Jussi Thomann (Finlande) Daniel Borrensen Haugen (Norvège) |
|                  |                  |                  |                  | |
| 76 min           | Pénalités        | 86 min           |                  | |
| 38               | Tirs             | 41               |                  | |

| Clt   | Équipe                                    | PJ | V | VP | D | DP | BP | BC | Diff | Pts |
| ----- | ----------------------------------------- | -- | - | -- | - | -- | -- | -- | ---- | --- |
| +001, | Kirghizistan                              | 3  | 3 | 0  | 0 | 0  | 22 | 7  | +15  | 9   |
| +002, | Philippines                               | 3  | 2 | 0  | 1 | 0  | 27 | 15 | +12  | 6   |
| +003, | Athlètes indépendants olympiques (Koweït) | 3  | 1 | 0  | 2 | 0  | 9  | 15 | -6   | 3   |
| +004, | Qatar                                     | 3  | 0 | 0  | 3 | 0  | 6  | 27 | -21  | 0   |

##### Groupe B
| 18 février 2017 | Turkménistan | 9-2 (5-0, 4-1, 0-1) | Malaisie | Hoshioki Ice Skating Rink 113 spectateurs |

| Feuille de match | Feuille de match | Feuille de match | Feuille de match | Feuille de match                                                                      |
| ---------------- | ---------------- | ---------------- | ---------------- | ------------------------------------------------------------------------------------- |
|                  |                  |                  |                  | Arbitrage : Richard Magnusson Juges de ligne : Rafal Noworyta Daniel Haugen (Norvège) |
|                  |                  |                  |                  |                                                                                       |
| 8 min            | Pénalités        | 4 min            |                  |                                                                                       |
| 50               | Tirs             | 14               |                  |                                                                                       |

| 21 février 2017 | Macao | 0-16 (0-6, 0-4, 0-6) | Turkménistan | Hoshioki Ice Skating Rink 155 spectateurs |

| Feuille de match | Feuille de match | Feuille de match | Feuille de match | Feuille de match                                                                            |
| ---------------- | ---------------- | ---------------- | ---------------- | ------------------------------------------------------------------------------------------- |
|                  |                  |                  |                  | Arbitrage : Hideki Yamauchi (Japon) Juges de ligne : Goro Terakado Jussi Thomann (Finlande) |
|                  |                  |                  |                  |                                                                                             |
| 14 min           | Pénalités        | 6 min            |                  |                                                                                             |
| 8                | Tirs             | 66               |                  |                                                                                             |

| 21 février 2017 | Malaisie | 13-2 (6-1, 3-1, 4-0) | Indonésie | Hoshioki Ice Skating Rink 146 spectateurs |

| Feuille de match | Feuille de match | Feuille de match | Feuille de match | Feuille de match                                                                                            |
| ---------------- | ---------------- | ---------------- | ---------------- | --- |
|                  |                  |                  |                  | Arbitrage : Joo-Hyun Lee (Corée du Sud) Juges de ligne : Youn-Gin Lee (Corée du Sud) Kenichi Shiiya (Japon) |
|                  |                  |                  |                  | |
| 47 min           | Pénalités        | 26 min           |                  | |
| 40               | Tirs             | 12               |                  | |

| 23 février 2017 | Macao | 6-2 (2-0, 4-0, 0-2) | Indonésie | Hoshioki Ice Skating Rink 87 spectateurs |

| Feuille de match | Feuille de match | Feuille de match | Feuille de match | Feuille de match                                                                     |
| ---------------- | ---------------- | ---------------- | ---------------- | ------------------------------------------------------------------------------------ |
|                  |                  |                  |                  | Arbitrage : Richard Magnusson Juges de ligne : Rafal Noworyta Kenichi Shiiya (Japon) |
|                  |                  |                  |                  |                                                                                      |
| 22 min           | Pénalités        | 14 min           |                  |                                                                                      |
| 42               | Tirs             | 25               |                  |                                                                                      |

| 24 février 2017 | Malaisie | 4-9 (1-2, 1-4, 2-3) | Macao | Hoshioki Ice Skating Rink 110 spectateurs |

| Feuille de match | Feuille de match | Feuille de match | Feuille de match | Feuille de match                                                                                        |
| ---------------- | ---------------- | ---------------- | ---------------- | --- |
|                  |                  |                  |                  | Arbitrage : Hideki Yamauchi (Japon) Juges de ligne : Maximilian Gatol (Autriche) Kenichi Shiiya (Japon) |
|                  |                  |                  |                  | |
| 50 min           | Pénalités        | 16 min           |                  | |
| 40               | Tirs             | 24               |                  | |

| 24 février 2017 | Indonésie | 2-12 (1-5, 0-5, 1-2) | Turkménistan | Hoshioki Ice Skating Rink 102 spectateurs |

| Feuille de match | Feuille de match | Feuille de match | Feuille de match | Feuille de match                                                                                      |
| ---------------- | ---------------- | ---------------- | ---------------- | --- |
|                  |                  |                  |                  | Arbitrage : Yong-Chun Lim (Corée du Sud) Juges de ligne : Yong-Gin Chae (Corée du Sud) Rafal Noworyta |
|                  |                  |                  |                  | |
| 2 min            | Pénalités        | 8 min            |                  | |
| 11               | Tirs             | 71               |                  | |

| Clt   | Équipe       | PJ | V | VP | D | DP | BP | BC | Diff | Pts |
| ----- | ------------ | -- | - | -- | - | -- | -- | -- | ---- | --- |
| +001, | Turkménistan | 3  | 3 | 0  | 0 | 0  | 37 | 4  | +33  | 9   |
| +002, | Macao        | 3  | 2 | 0  | 1 | 0  | 15 | 22 | -7   | 6   |
| +003, | Malaisie     | 3  | 1 | 0  | 2 | 0  | 19 | 20 | -1   | 3   |
| +004, | Indonésie    | 3  | 0 | 0  | 3 | 0  | 6  | 31 | -25  | 0   |

- Qualifié pour la finale
- Qualifié pour le match pour la troisième place

#### Match pour la troisième place
| 26 février 2017 | Philippines | 9-2 (5-0, 2-1, 2-1) | Macao | Hoshioki Ice Skating Rink 208 spectateurs |

| Feuille de match | Feuille de match | Feuille de match | Feuille de match | Feuille de match |
| ---------------- | ---------------- | ---------------- | ---------------- | --- |
|                  |                  |                  |                  | Arbitrage : Hideki Yamauchi (Japon) Juges de ligne : Youn-Gin Chae (Corée du Sud) Daniel Borrensen Haugen (Norvège) |
|                  |                  |                  |                  | |
| 6 min            | Pénalités        | 4 min            |                  | |
| 42               | Tirs             | 25               |                  | |

#### Finale
| 26 février 2017 | Kirghizistan | 3-7 (2-2, 0-1, 1-4) | Turkménistan | Hoshioki Ice Skating Rink 243 spectateurs |

| Feuille de match | Feuille de match | Feuille de match | Feuille de match | Feuille de match                                                                                 |
| ---------------- | ---------------- | ---------------- | ---------------- | ------------------------------------------------------------------------------------------------ |
|                  |                  |                  |                  | Arbitrage : Krzysztof Kozlowski Juges de ligne : Kenichi Shiiya (Japon) Jussi Thomann (Finlande) |
|                  |                  |                  |                  |                                                                                                  |
| 46 min           | Pénalités        | 18 min           |                  |                                                                                                  |
| 26               | Tirs             | 64               |                  |                                                                                                  |

#### Classement final
| Place | Équipe                                    |
| ----- | ----------------------------------------- |
| 1     | Turkménistan                              |
| 2     | Kirghizistan                              |
| 3     | Philippines                               |
| 4     | Macao                                     |
| 5     | Malaisie                                  |
| 6     | Athlètes indépendants olympiques (Koweït) |
| 7     | Qatar                                     |
| 8     | Indonésie                                 |

## Tournoi féminin

### Format
Six équipes prennent part au tournoi féminin. Elles sont rassemblées au sein d'une poule unique jouée sous la forme d'un championnat à match simple. Le classement final détermine le podium. Les rencontres se déroulent au Tsukisamu Gymnasium.
La répartition des points est la suivante :
- 3 points pour une victoire dans le temps réglementaire
- 2 points pour une victoire en prolongation ou aux tirs de fusillade
- 1 point pour une défaite en prolongation ou aux tirs de fusillade
- 0 point pour une défaite dans le temps réglementaire

Les équipes participantes sont (classement IIHF 2016 ou résultats au Challenge d'Asie 2016 entre parenthèses),, :
- Japon (7e)
- Chine (16e)
- Kazakhstan (18e)
- Corée du Sud (23e)
- Hong Kong (35e)
- Thaïlande (2e de la Division I du Challenge d'Asie)

### Résultats
| 18 février 2017 | Kazakhstan | 0-6 (0-2, 0-3, 0-1) | Japon | Tsukisamu Gymnasium 2 200 spectateurs |

| Feuille de match | Feuille de match | Feuille de match | Feuille de match | Feuille de match                                       |
| ---------------- | ---------------- | ---------------- | ---------------- | ------------------------------------------------------ |
|                  |                  |                  |                  | Arbitrage : Tijana Haack (Allemagne) Juges de lignes : |
|                  |                  |                  |                  |                                                        |
| 12 min           | Pénalités        | 4 min            |                  |                                                        |
| 3                | Tirs             | 58               |                  |                                                        |

| 18 février 2017 | Thaïlande | 0-20 (0-7, 0-7, 0-6) | Corée du Sud | Tsukisamu Gymnasium 360 spectateurs |

| Feuille de match | Feuille de match | Feuille de match | Feuille de match | Feuille de match                                                                            |
| ---------------- | ---------------- | ---------------- | ---------------- | ------------------------------------------------------------------------------------------- |
|                  |                  |                  |                  | Arbitrage : Deana Cuglietta (Grande-Bretagne) Juges de lignes : Anette Fjeldstad Cindy Naef |
|                  |                  |                  |                  |                                                                                             |
| 4 min            | Pénalités        | 4 min            |                  |                                                                                             |
| 1                | Tirs             | 108              |                  |                                                                                             |

| 18 février 2017 | Chine | 20-0 (4-0, 8-0, 8-0) | Hong Kong | Tsukisamu Gymnasium 110 spectateurs |

| Feuille de match | Feuille de match | Feuille de match | Feuille de match | Feuille de match                                                                                    |
| ---------------- | ---------------- | ---------------- | ---------------- | --------------------------------------------------------------------------------------------------- |
|                  |                  |                  |                  | Arbitrage : Anna Kuroda (Japon) Juges de lignes : Mai Mizuhori (Japon) Kyung-Sun Lee (Corée du Sud) |
|                  |                  |                  |                  | |
| 6 min            | Pénalités        | 2 min            |                  | |
| 78               | Tirs             | 3                |                  | |

| 20 février 2017 | Hong Kong | 4-5 (2-2, 1-1, 1-2) | Thaïlande | Tsukisamu Gymnasium 261 spectateurs |

| Feuille de match | Feuille de match | Feuille de match | Feuille de match | Feuille de match                                                               |
| ---------------- | ---------------- | ---------------- | ---------------- | ------------------------------------------------------------------------------ |
|                  |                  |                  |                  | Arbitrage : Anna Kuroda (Japon) Juges de lignes : Kyung-Sun Lee (Corée du Sud) |
|                  |                  |                  |                  |                                                                                |
| 6 min            | Pénalités        | 4 min            |                  |                                                                                |
| 28               | Tirs             | 30               |                  |                                                                                |

| 20 février 2017 | Chine | 8-3 (2-1, 3-1, 3-1) | Kazakhstan | Tsukisamu Gymnasium 323 spectateurs |

| Feuille de match | Feuille de match | Feuille de match | Feuille de match | Feuille de match                                                                                    |
| ---------------- | ---------------- | ---------------- | ---------------- | --------------------------------------------------------------------------------------------------- |
|                  |                  |                  |                  | Arbitrage : Deana Cuglietta (Grande-Bretagne) Juges de lignes : Mai Mizuhori (Japon) Vanessa Anselm |
|                  |                  |                  |                  | |
| 6 min            | Pénalités        | 10 min           |                  | |
| 39               | Tirs             | 21               |                  | |

| 20 février 2017 | Japon | 3-0 (1-0, 0-0, 2-0) | Corée du Sud | Tsukisamu Gymnasium 1 221 spectateurs |

| Feuille de match | Feuille de match | Feuille de match | Feuille de match | Feuille de match                                                                              |
| ---------------- | ---------------- | ---------------- | ---------------- | --------------------------------------------------------------------------------------------- |
|                  |                  |                  |                  | Arbitrage : Kaisa Ketonen (Finlande) Juges de lignes : Julia Kainberger (Autriche) Cindy Naef |
|                  |                  |                  |                  |                                                                                               |
| 12 min           | Pénalités        | 6 min            |                  |                                                                                               |
| 47               | Tirs             | 19               |                  |                                                                                               |

| 21 février 2017 | Chine | 15-0 (7-0, 4-0, 4-0) | Thaïlande | Tsukisamu Gymnasium 184 spectateurs |

| Feuille de match | Feuille de match | Feuille de match | Feuille de match | Feuille de match                                                                                |
| ---------------- | ---------------- | ---------------- | ---------------- | ----------------------------------------------------------------------------------------------- |
|                  |                  |                  |                  | Arbitrage : Kaisa Ketonen (Finlande) Juges de lignes : Tae-Ri Lee (Corée du Sud) Vanessa Anselm |
|                  |                  |                  |                  |                                                                                                 |
| 2 min            | Pénalités        | 4 min            |                  |                                                                                                 |
| 74               | Tirs             | 3                |                  |                                                                                                 |

| 21 février 2017 | Kazakhstan | 1-0 (0-0, 0-0, 1-0) | Corée du Sud | Tsukisamu Gymnasium 292 spectateurs |

| Feuille de match | Feuille de match | Feuille de match | Feuille de match | Feuille de match                                                                                        |
| ---------------- | ---------------- | ---------------- | ---------------- | --- |
|                  |                  |                  |                  | Arbitrage : Tijana Haack (Allemagne) Juges de lignes : Julia Kainberger (Autriche) Mai Mizuhori (Japon) |
|                  |                  |                  |                  | |
| 10 min           | Pénalités        | 2 min            |                  | |
| 21               | Tirs             | 30               |                  | |

| 21 février 2017 | Japon | 46-0 (17-0, 18-0, 11-0) | Hong Kong | Tsukisamu Gymnasium 513 spectateurs |

| Feuille de match | Feuille de match | Feuille de match | Feuille de match | Feuille de match                                                                                        |
| ---------------- | ---------------- | ---------------- | ---------------- | --- |
|                  |                  |                  |                  | Arbitrage : Deana Cuglietta (Grande-Bretagne) Juges de lignes : Kyung-Sun Lee (Corée du Sud) Cindy Naef |
|                  |                  |                  |                  | |
| 0 min            | Pénalités        | 2 min            |                  | |
| 158              | Tirs             | 0                |                  | |

| 23 février 2017 | Corée du Sud | 3-2 (TB) (1-1, 1-1, 0-0, 0-0, 0-1) | Chine | Tsukisamu Gymnasium 351 spectateurs |

| Feuille de match | Feuille de match | Feuille de match | Feuille de match | Feuille de match                                                                  |
| ---------------- | ---------------- | ---------------- | ---------------- | --------------------------------------------------------------------------------- |
|                  |                  |                  |                  | Arbitrage : Anna Kuroda (Japon) Juges de lignes : Anette Fjeldsatd Vanessa Anselm |
|                  |                  |                  |                  |                                                                                   |
| 10 min           | Pénalités        | 8 min            |                  |                                                                                   |
| 25               | Tirs             | 29               |                  |                                                                                   |

| 23 février 2017 | Hong Kong | 0-19 (0-7, 0-5, 0-7) | Kazakhstan | Tsukisamu Gymnasium 182 spectateurs |

| Feuille de match | Feuille de match | Feuille de match | Feuille de match | Feuille de match                                                                            |
| ---------------- | ---------------- | ---------------- | ---------------- | ------------------------------------------------------------------------------------------- |
|                  |                  |                  |                  | Arbitrage : Kaisa Ketonen (Finlande) Juges de lignes : Cindy Naef Tae-Ri Lee (Corée du Sud) |
|                  |                  |                  |                  |                                                                                             |
| 0 min            | Pénalités        | 8 min            |                  |                                                                                             |
| 2                | Tirs             | 72               |                  |                                                                                             |

| 23 février 2017 | Thaïlande | 0-37 (0-18, 0-13, 0-6) | Japon | Tsukisamu Gymnasium 348 spectateurs |

| Feuille de match | Feuille de match | Feuille de match | Feuille de match | Feuille de match                                                                                                |
| ---------------- | ---------------- | ---------------- | ---------------- | --- |
|                  |                  |                  |                  | Arbitrage : Tijana Haack (Allemagne) Juges de lignes : Julia Kainberger (Autriche) Kyung-Sun Lee (Corée du Sud) |
|                  |                  |                  |                  | |
| 10 min           | Pénalités        | 0 min            |                  | |
| 0                | Tirs             | 150              |                  | |

| 25 février 2017 | Kazakhstan | 8-0 (5-0, 2-0, 1-0) | Thaïlande | Tsukisamu Gymnasium 337 spectateurs |

| Feuille de match | Feuille de match | Feuille de match | Feuille de match | Feuille de match                                                                                              |
| ---------------- | ---------------- | ---------------- | ---------------- | --- |
|                  |                  |                  |                  | Arbitrage : Deana Cuglietta (Grande-Bretagne) Juges de lignes : Kyung-Sun Lee (Corée du Sud) Anette Fjeldstad |
|                  |                  |                  |                  | |
| 0 min            | Pénalités        | 6 min            |                  | |
| 75               | Tirs             | 0                |                  | |

| 25 février 2017 | Corée du Sud | 14-0 (9-0, 5-0, 0-0) | Hong Kong | Tsukisamu Gymnasium 508 spectateurs |

| Feuille de match | Feuille de match | Feuille de match | Feuille de match | Feuille de match                                                                           |
| ---------------- | ---------------- | ---------------- | ---------------- | ------------------------------------------------------------------------------------------ |
|                  |                  |                  |                  | Arbitrage : Kaisa Ketonen (Finlande) Juges de lignes : Vanessa Anselm Mai Mizuhori (Japon) |
|                  |                  |                  |                  |                                                                                            |
| 6 min            | Pénalités        | 4 min            |                  |                                                                                            |
| 59               | Tirs             | 0                |                  |                                                                                            |

| 25 février 2017 | Japon | 6-1 (5-0, 0-1, 1-0) | Chine | Tsukisamu Gymnasium 1 807 spectateurs |

| Feuille de match | Feuille de match | Feuille de match | Feuille de match | Feuille de match                                                                                             |
| ---------------- | ---------------- | ---------------- | ---------------- | --- |
|                  |                  |                  |                  | Arbitrage : Tijana Haack (Allemagne) Juges de lignes : Julia Kainberger (Autriche) Tae-Ri Lee (Corée du Sud) |
|                  |                  |                  |                  | |
| 4 min            | Pénalités        | 8 min            |                  | |
| 70               | Tirs             | 3                |                  | |

### Classement
| Clt   | Équipe       | PJ | V | VP | D | DP | BP | BC  | Diff | Pts |
| ----- | ------------ | -- | - | -- | - | -- | -- | --- | ---- | --- |
| +001, | Japon        | 5  | 5 | 0  | 0 | 0  | 98 | 1   | +97  | 15  |
| +002, | Chine        | 5  | 3 | 0  | 1 | 1  | 46 | 12  | +34  | 10  |
| +003, | Kazakhstan   | 5  | 3 | 0  | 2 | 0  | 31 | 14  | +17  | 9   |
| +004, | Corée du Sud | 5  | 2 | 1  | 2 | 0  | 37 | 6   | +31  | 8   |
| +005, | Thaïlande    | 5  | 1 | 0  | 4 | 0  | 5  | 84  | -79  | 3   |
| +006, | Hong Kong    | 5  | 0 | 0  | 5 | 0  | 4  | 104 | -100 | 0   |

### Feuilles de match

#### Division élite masculine
1. ↑  (en) « Game report KOR - KAZ 0-4 »
2. ↑  (en) « Game report JPN - CHN 14-0 »
3. ↑  (en) « Game report KAZ - CHN 8-0 »
4. ↑  (en) « Game report JPN - KOR 1-4 »
5. ↑  (en) « Game report CHN - KOR 0-10 »
6. ↑  (en) « Game report KAZ - JPN 0-7 »

#### DivisionImasculine
1. ↑  (en) « Game report SGP - HKG 1-12 »
2. ↑  (en) « Game report TPE - UAE 10-3 »
3. ↑  (en) « Game report THA - MGL 5-4 »
4. ↑  (en) « Game report UAE - THA 4-6 »
5. ↑  (en) « Game report MGL - SGP 8-0 »
6. ↑  (en) « Game report HKG - TPE 4-5 SO »
7. ↑  (en) « Game report SGP - TPE 1-11 »
8. ↑  (en) « Game report HKG - THA 2-8 »
9. ↑  (en) « Game report UAE - MGL 6-3 »
10. ↑  (en) « Game report TPE - THA 2-3 OT »
11. ↑  (en) « Game report MGL - HKG 8-6 »
12. ↑  (en) « Game report UAE- SGP 11-2 »
13. ↑  (en) « Game report MGL - TPE 2-6 »
14. ↑  (en) « Game report THA - SGP 14-0 »
15. ↑  (en) « Game report HKG - UAE 3-5 »

#### DivisionIImasculine
1. ↑  (en) « Game report IOA - KGZ 0-5 »
2. ↑  (en) « Game report QAT - IOA 2-6 »
3. ↑  (en) « Game report KGZ - PHI 10-5 »
4. ↑  (en) « Game report QAT - PHI 2-14 »
5. ↑  (en) « Game report KGZ - QAT 7-2 »
6. ↑  (en) « Game report PHI - IOA 8-3 »
7. ↑  (en) « Game report TKM - MAS 9-2 »
8. ↑  (en) « Game report MAC - TKM 0-16 »
9. ↑  (en) « Game report MAS - IND 13-2 »
10. ↑  (en) « Game report MAC- IND 6-2 »
11. ↑  (en) « Game report MAS - MAC 4-9 »
12. ↑  (en) « Game report IND - TKM 2-12 »
13. ↑  (en) « Game report PHI - MAC 9-2 »
14. ↑  (en) « Game report KGZ - TKM 3-7 »

#### Tournoi féminin
1. ↑  (en) « Game report KAZ - JPN 0-6 »
2. ↑  (en) « Game report THA - KOR 0-20 »
3. ↑  (en) « Game report CHN - HKG 20-0 »
4. ↑  (en) « Game report HKG - THA 4-5 »
5. ↑  (en) « Game report CHN -KAZ 8-3 »
6. ↑  (en) « Game report JPN - KOR 3-0 »
7. ↑  (en) « Game report CHN - THA 15-0 »
8. ↑  (en) « Game report KAZ - KOR 1-0 »
9. ↑  (en) « Game report JPN - HKG 46-0 »
10. ↑  (en) « Game report KOR - CHN 3-2 SO »
11. ↑  (en) « Game report HKG - KAZ 0-19 »
12. ↑  (en) « Game report THA - JPN 0-37 »
13. ↑  (en) « Game report KAZ - THA 8-0 »
14. ↑  (en) « Game report KOR - HKG 14-0 »
15. ↑  (en) « Game report JPN - CHN 6-1 »